# توقيف التداول
توقيف التداول أداة مالية تنظيمية لتجنب انهيار السوق المالي تستعملها سوق الأوراق المالية لمنع كل من المكاسب التخمينية والخسائر الهائلة في ظرف زمني صغير.